# Begonia gracilicyma
Espèce
Begonia gracilicyma est une espèce de plantes de la famille des Begoniaceae. Ce bégonia est originaire de Sumatra. Elle a été décrite en 2009 par Edgar Irmscher (1887-1968), à la suite des travaux de Mark Hughes. L'épithète spécifique gracilicyma signifie « à cyme gracile ». 

## Répartition géographique
Cette espèce est originaire de Sumatra, en Indonésie.